# Stadio Polisportivo Provinciale
Das Stadio Polisportivo Provinciale ist ein Fußballstadion mit Leichtathletikanlage in der italienischen Stadt Erice auf Sizilien. Es bietet momentan  Platz für 7.630 Zuschauer und dient dem Verein Trapani Calcio als Heimspielstätte.

## Geschichte
Das Stadio Polisportivo Provinciale in Erice, einem Ort mit zirka 30.000 Einwohnern im Freien Gemeindekonsortium Trapani, wurde in den Jahren 1957 bis 1960 erbaut und im letztgenannten Jahr eröffnet. Zum ersten Spiel im neuen Stadion trafen sich der zukünftige Nutzerverein, der Fußballklub Trapani Calcio, und der AS Taranto zu einem Freundschaftsspiel, das von der Heimmannschaft mit 3:2 gewonnen wurde. Des Weiteren fand an dem Stadion, das sich im Besitz der Provinzverwaltung Trapanis befindet, 1987 eine umfassende Renovierung statt. Die Kapazität der Sportstätte betrug 6.776 Zuschauerplätze, wobei ohne die Regelungen des italienischen Fußballverbandes eigentlich 10.000 Zuschauer hier Platz finden würden. Da der Nutzerverein Trapani Calcio allerdings in die Serie B aufgestiegen ist, sind sicherheitsbedingte Regelungen zu beachten, die unter anderem die Absenkung des Fassungsvermögens auf 6.776 Plätze beinhalten.
Genutzt wird das Stadio Polisportivo Provinciale seit seiner Erbauung 1960 vom Fußballverein Trapani Calcio. Der Klub spielte lange Jahre unterklassig, kam nie über die dritthöchste Spielklasse heraus. Erst in der Saison 2012/13 gelang mit dem Erreichen von Platz eins in der Girona A der Lega Pro Prima Divisione der erstmalige Aufstieg in die Serie B. Trapani Calcio ist damit einer der wenigen Vereine in Italiens Profifußball, der seine Heimspiele in einem anderen Ort austrägt. Dabei ist zu betrachten, dass die Stadt Trapani größer ist als Erice. In den Jahren 1988 bis 1990 diente das Stadio Polisportivo Provinciale zudem der US Palermo in einigen Spielen als Heimstätte, da deren Stadion La Favorita in Vorbereitung auf die in Italien stattfindende Fußball-Weltmeisterschaft 1990 umfassend erneuert wurde und somit kein Spielbetrieb möglich war.
Auch Länderspiele wurden im Stadio Polisportivo Provinciale bereits durchgeführt. Im Jahr 1997 trafen sich die Nationalmannschaften von Italien und Brasilien zu einem Freundschaftsspiel in Erice, das die Italiener mit 1:0 gewannen. Bereits in den 1980er-Jahren waren einige Länderspiele der italienischen Frauennationalmannschaft hier ausgetragen worden. 2003 und 2007 war das Stadion zudem Kulisse für zwei U21-Länderwettkämpfe.